# Nidal Ayyad
Nidal Ayyad, né en 1967 au Koweït est un terroriste islamiste. Il est l'un des auteurs de l'attentat du World Trade Center de 1993. En mai 1994, il est condamné à 240 années d'emprisonnement. Il est emprisonné dans la prison de très haute sécurité ADX Florence.
En octobre 1985, Ayyad quitte le Koweït pour les États-Unis,. Il fait ses études à l'Université Rutgers où il est diplômé en tant qu'ingénieur en chimie et microbiologie,. Il est alors recruté par AlliedSignal à Morristown,. Ayyad est naturalisé et devient citoyen américain en 1991. Il est lié à Mohammed Salameh par différents appels téléphoniques, et un compte bancaire commun.